# Kovács Ferenc (állatorvos)
Kovács Ferenc (Tótszentpál, 1921. november 28. – 2015. május 10.) állami díjas állatorvos, állatfiziológus, biometeorológus, az állatorvos-tudomány kandidátusa (1960) és doktora (1971), a Magyar Tudományos Akadémia rendes tagja. Az állathigiéniai kutatások Magyarországon és külföldön egyaránt elismert, iskolateremtő egyénisége, az állat élettani folyamatai, megbetegedései és a külső környezeti hatások közötti összefüggéseket vizsgáló biometeorológia kiemelkedő alakja. Közel három évtizeden keresztül, 1962 és 1990 között volt az Állatorvostudományi Egyetemen általa szervezett állathigiéniai tanszék vezetője.

## Életútja
Állatorvosi oklevelét a budapesti Állatorvostudományi Egyetemen szerezte meg 1952-ben. Tudományos pályáját is itt kezdte, s egészen 1990-ig az egyetem tanára volt. 1952-ben a belgyógyászati tanszékre nevezték ki tanársegédnek, itt oktatott 1957-től adjunktusi, 1961-től docensi rangban. 1962-ben kapott megbízást a kezdeményezésére alapított és általa szervezett állathigiéniai tanszék vezetésére, s a posztot 1963 és 1990 között egyetemi tanári rangban töltötte be. Több fontos tisztséget látott el az egyetem vezetésében: 1962-től 1972-ig, illetve 1978-tól 1982-ig az egyetem rektorhelyettese volt, 1973 és 1978 között, valamint 1983 és 1990 között az egyetem rektori feladatkörét látta el.
1990 és 1992 között a Pannon Agrártudományi Egyetem kaposvári állattenyésztési karán oktatott egyetemi tanárként, majd kutatóprofesszorként.

## Munkássága
Az állathigiénia terén végzett, nemzetközi szinten úttörő jellegű kutatásaival ért el kimagasló eredményeket. Állatélettani és biometeorológiai megközelítéssel vizsgálta az állati egészség megőrzésének feltételeit: behatóan tanulmányozta a kórokozó baktériumok és a külső környezeti hatások okozta megbetegedések kóroktanát, illetve az ellenük való védekezés módozatait. Újító szemléletű elméleteivel iskolát teremtett: felvázolta a stresszállapot és a betegségek közötti, élettani jellegű ok–okozati összefüggéseket, s a fejlődő állat egészségére nézve különösen nagy jelentőséget tulajdonított az anyaméhen belüli életnek, a magzat nyugodt fejlődésének. Az állati eredetű fogyasztási termékek kapcsán végzett élelmiszer-higiéniai és élelmiszer-biztonsági munkássága is jelentős.
Munkatársaival a világon elsőként modellezték a nehézfémek, nitrátok és mikotoxinok (gombák termelte méreg) útját és dinamikáját a talajtól a növényeken és az állatokon át az emberig húzódó táplálékláncban.

## Társasági tagságai és elismerései
1976-tól a Magyar Tudományos Akadémia levelező, 1982-től rendes tagja, 1990-től 1996-ig a IV. (Agrártudományok) Osztály elnökhelyettesi, az 1996–1999-es ciklusban pedig elnöki tisztét töltötte be. Kezdeményezésére és részben szervezőmunkájának köszönhetően 1970-ben Budapesten alakult meg a Nemzetközi Állathigiéniai Társaság (International Society for Animal Hygiene), amelynek alapító tagja, egyúttal 1973-ig első elnöke volt, 1999-től a társaság tiszteleti tagja. 1978 és 1982 között az Országos Állategészségügyi Tanács elnöke, 2000-től alelnöke volt. 1973-ban a Nemzetközi Biometeorológiai Társaság (International Society of Biometeorology), 1991-ben az Orosz Mezőgazdasági Akadémia (Российская академия государственной службы), valamint a Német Állatorvos-tudományi Társaság (Deutsche Veterinärmedizinische Gesellschaft) választotta tiszteleti tagjául. 2003-ban a mai Széchenyi István Egyetem Mezőgazdaság- és Élelmiszertudományi Kar jogelődje adományozott számára díszdoktori címet.
Tudományos eredményei elismeréseként 1972-ben és 1978-ban Akadémiai Díjat, 1974-ben Eötvös Loránd-díjat, 1979-ben Marek József-emlékérmet kapott. 1983-ban Állami Díjjal jutalmazták az állati eredetű élelmiszerek termelésének és azok exportjának biztonságát szolgáló állategészségügyi eredményeiért. Ez megosztott díj volt Mészáros Jánossal és Szent-Iványi Tamással. 1987-ben a Munka Érdemrend aranyfokozatát és a Semmelweis-emlékérmet, 1996-ban a Magyar Köztársasági Érdemrend középkeresztjét, 1999-ben az Arany János Közalapítvány Nagydíját, 2006-ban pedig a Tolnay Sándor-díjat vehette át.

## Főbb művei
- Állathigiénia. Budapest, Mezőgazdasági, 1975, 603 p.
- Az állathigiénia szerepe az állati eredetű élelmiszerek termelésében. Budapest, Akadémiai, 1984, 37 p. (Akadémiai székfoglalója)
- Sertéstenyésztők kézikönyve. Szerk. Kovács Ferenc. Budapest, Mezőgazdasági, 1984, 623 p.
- Általános állathigiéniai ismeretek. Kaposvár, Pannon Agrártudományi Egyetem, 1990, 193 p.
- Mikotoxinok a táplálékláncban. Szerk. Kovács Ferenc. Budapest, MTA Agrártudományok Osztálya, 1998, 160 p.
- Penészgombák – mikotoxinok a táplálékláncban. Szerk. Kovács Ferenc. Budapest, MTA Agrártudományok Osztálya, 2001, 212 p.
- Őshonos állataink és termékeik, a hungarikumok. Szerk. Kovács Ferenc. Budapest, MTA Társadalomkutató Központ, 2003, 239 p.